# ギヨーム2世 (プロヴァンス伯)
ギヨーム2世（フランス語：Guillaume II, 980年代 - 1018年3月4日）は、プロヴァンス伯（在位：993年 - 1018年）。

## 生涯
ギヨーム2世はプロヴァンス伯ギヨーム1世とアデライード＝ブランシュ・ダンジューの息子である。両親は984年1月以前に結婚していた。ギヨーム2世は992年の父ギヨーム1世の文書に初めて確認され、父が994年に死去する少し前に修道院に引退した時に父の跡を継いでプロヴァンス伯となった。しかし、未成年であったため、父方の伯父ルボー1世の支配下に置かれ、ルボー1世は1008年に死去するまでギヨーム2世と母アデライードに干渉したとみられる。ギヨーム2世はプロヴァンス辺境伯位は継承せず、伯父ルボー1世の家系がプロヴァンス辺境伯位を継承した。
1013年までにギヨーム2世はブルゴーニュ伯オット＝ギヨームとエルマントルド・ド・ルシーの娘ジェルベルジュと結婚した。ギヨーム2世はまだ若年であったため、治世の間、プロヴァンスの領主たちから一族が持つ教会からの既得権の強奪を含む攻撃に直面した。これらの争いは、ギヨーム2世がフォスとイエールの城主と戦っている間、ギヨーム2世が死去するまで悪化し続け、母アデライードと妃ジェルベルジュは幼い継承者を守るため、アデライードの長男トゥールーズ伯ギヨーム3世の助けを借りることを余儀なくされた。

## 子女
ギヨーム2世とジェルベルジュの間には以下の子女が生まれた。
- ギヨーム4世（? - 1030年） - プロヴァンス伯[3]
- フルク・ベルトラン1世（? - 1051年） - プロヴァンス伯[3]
- ジョフロワ1世（? - 1061/2年） - アルル伯、プロヴァンス辺境伯[3]